# Javier Álvarez Arteaga
Javier Álvarez Arteaga (Medellín, Antioquia, Colombia, 14 de abril de 1958) es un exfutbolista, entrenador y dirigente deportivo colombiano. Actualmente es el Gerente Deportivo de las Águilas de la U.

## Trayectoria
Además de jugar en Independiente Medellín, Álvarez pasó por Deportivo Pereira y Deportes Tolima. Jugó profesionalmente entre 1979 y 1984.
En sus inicios como entrenador estuvo al mando de divisiones menores en la Liga de Antioquia y de Atlético Nacional. Posteriormente lo fue de las selecciones juveniles de Colombia; categorías sub-17 y sub-20.
Debutó como DT en el profesionalismo al frente del Once Caldas, club con el que consiguió el subtítulo del Campeonato Colombiano 1998. 
Por su gran campaña al frente del equipo albo, el Químico fue nombrado Director Técnico de la Selección Colombia de Mayores, para dirigirla en la Copa América Paraguay 1999 y las eliminatorias para el Mundial Corea/Japón 2002.
En el torneo continental, llevado a cabo en territorio guaraní, Colombia clasificó holgadamente en el primer lugar de su grupo, al acumular nueve puntos de nueve posibles. De esta fase, destaca el épico encuentro frente a la selección de Argentina, en el cual, el equipo de Álvarez goleó 3-0 a la albiceleste. Pero fue eliminado del certamen en cuartos de final, tras perder con la selección de Chile. 
El Químico además fue el encargado de dirigir a la selección sub-23 en el Preolímpico de Brasil, para clasificarse al Torneo de Fútbol de los Juegos Olímpicos Sídney 2000. Pese a una buena campaña en los tres primeros encuentros, en los cuales consiguió un puntaje de siete de nueve posibles, destacando el triunfo por 5-1 ante Chile; la estrepitosa derrota por marcador 0-9 frente al seleccionado de Brasil, dejó al conjunto dirigido por Álvarez sin opciones de acceder al cuadrangular final que otorgaba dos cupos por Sudamérica a Sídney. Este traspié, llevó a que la Federación Colombiana de Fútbol, prescindiera de sus servicios como adiestrador nacional en todas sus categorías.
Para el segundo semestre de la temporada 2000, Álvarez se hizo cargo por segunda vez de la dirección técnica del Once Caldas, obteniendo buenos resultados. Lo que le permitió ser ratificado como timonel del club de cara al campeonato de 2001, durante el cual, consiguió el mayor puntaje del año; por este logro, ganó un cupo a la siguiente edición de la Copa Libertadores. Pero en la temporada 2002, los resultados del Químico al frente de la escuadra caldense no fueron positivos. Una eliminación en primera ronda del torneo continental, como la no clasificación a la fase semifinal de los dos campeonatos nacionales, determinaron su no continuidad con el equipo.
En junio de 2003, Álvarez asumió el banco técnico del Deportivo Cali, onceno que condujo hasta la final del Torneo Finalización. Sin embargo, fue despedido del cargo tras perder el título ante el Deportes Tolima.
Más adelante dirigió a los clubes: Independiente Medellín y Atlético Huila; Aucas y Deportivo Cuenca en Ecuador; Plaza Amador en Panamá. Pero sin éxitos.
En el año 2008, el Químico regresó por tercera vez a tomar las riendas del Once Caldas, y lo guio a la conquista del Torneo Apertura 2009. No obstante, fue desvinculado del club unos meses después por malos resultados.
Actualmente no dirige ningún equipo.

## Dirigente Deportivo
Desde mediados de 2010 y por dos años, ejerció como mánager del club los Millonarios de Bogotá.
En noviembre de 2013 asumió la gerencia deportiva del Independiente Medellín, cargo que desempeñó hasta junio de 2015.
Tuvo un breve paso por las oficinas del Deportes Tolima en enero de 2020.

## Clubes

### Como futbolista
| Club                   | País     | Año       |
| ---------------------- | -------- | --------- |
| Independiente Medellín | Colombia | 1979-1984 |

### Como entrenador
| Equipo                 | País     | Año       |
| ---------------------- | -------- | --------- |
| Once Caldas            | Colombia | 1997-1998 |
| Selección Colombia     | Colombia | 1999-2000 |
| Once Caldas            | Colombia | 2000-2002 |
| Deportivo Cali         | Colombia | 2003      |
| S.D. Aucas             | Ecuador  | 2004-2005 |
| Independiente Medellín | Colombia | 2005-2006 |
| Deportivo Cuenca       | Ecuador  | 2006-2007 |
| Atlético Huila         | Colombia | 2008      |
| Once Caldas            | Colombia | 2009      |
| Atlético Huila         | Colombia | 2013      |
| C.D. Plaza Amador      | Panamá   | 2019      |
| Independiente Medellín | Colombia | 2020      |

### Director deportivo
| Equipo                 | País     | Año           |
| ---------------------- | -------- | ------------- |
| Millonarios F.C.       | Colombia | 2010-2012     |
| Independiente Medellín | Colombia | 2013-2015     |
| Deportes Tolima        | Colombia | 2020          |
| Atlético Bucaramanga   | Colombia | 2021          |
| Águilas de la U        | Panamá   | 2022 (Actual) |

## Palmarés

### Como entrenador

#### Campeonatos nacionales
| Título          | Club        | País     | Año  |
| --------------- | ----------- | -------- | ---- |
| Torneo Apertura | Once Caldas | Colombia | 2009 |